# فعل ممتد
الفعل الممتد عند الفقهاء ما يقبل التوقيت كالأمر باليد والصوم والسكنى والركوب ونحوه تقول أمرك بيدك من الطلوع إلى الغروب أو يوما أو يومين وصمت يوما أو يومين وقس عليه. والفعل غير الممتد ما لا يقبله كالطلاق والتزوج. فإن قيل التكلم مما يقبل التقدير بالمدة فكيف جعلوه غير ممتد - قيل امتداد الأعراض إنما هو بتجدد الأمثال كالضرب والجلوس والركوب لعدم بقاء الأعراض عندهم بخلاف الحكماء فما يكون في المرة الثانية مثلها في المرة الأولى من كل وجه يجعل كالعين الممتد بخلاف التكلم فإن المتحقق في المرة الثانية لا يكون مثله في المرة الأولى فلا يتحقق تجدد الأمثال.